# Tempo di Ljapunov
In matematica e fisica, il tempo di Ljapunov o tempo caratteristico è il tempo oltre il quale un sistema dinamico diventa caotico; in questo senso esso predice il limite temporale oltre cui non sarà più possibile fare previsioni su quel sistema in oggetto. Prende il nome dal matematico russo Aleksandr Michajlovič Ljapunov.
Si tratta del reciproco del massimo esponente di Ljapunov; per convenzione è definito come il tempo che impiega la distanza tra due traiettorie vicine del sistema ad aumentare di un fattore {\displaystyle e} (numero di Nepero).

## Esempi
Tipici valori del tempo di Ljapunov sono:
| Sistema                                           | Tempo di Ljapunov   |
| ------------------------------------------------- | ------------------- |
| Sistema solare                                    | 50 milioni di anni  |
| Orbita di Plutone                                 | 20 milioni di anni  |
| Obliquità di Marte                                | 1-5 milioni di anni |
| Orbita di 36 Atalante                             | 4.000 anni          |
| Rotazione di Iperione                             | 36 giorni           |
| 1 centimetro cubo di argon a temperatura ambiente | 3.7×10−11 secondi   |
| 1 centimetro cubo di argon al punto triplo        | 3.7×10−16 secondi   |